# Tisztánlátás
A tisztánlátás vagy másképp távérzékelés vagy clairvoyance (IPA: [klervɔɪəns], a francia clair (jelentése: "tiszta") és voyance (jelentése "látás") szavakból) az az állítólagos képesség, hogy információt nyerjünk tárgyról, személyről, helyről vagy eseményekről érzékszerveken kívüli érzékeléssel. Segítségével a helyszíntől időben és térben eltérő események, személyek vagy tárgyak paranormális úton ismerhetőek meg. A parapszichológiában az ESP-érzékelések (extraszenzoriális percepció) közé sorolják. 
Azt a személyt, aki ilyen képesség birtokában van, látnoknak, régiesen látónak, vagy pedig tisztánlátónak hívják (clairvoyant, IPA: [klervɔɪənt]).
A buddhista és hindu irodalomban, továbbá a Bibliában leírások vannak a tisztánlátás létező jelenségére.
A 19. század végén és a 20. század elején egyes médiumok állítólagos képessége volt, és több médium egészen napjainkig vallja a tisztánlátó képességet.
Az európai, modern kori tisztánlátók közé sorolják Rudolf Steinert  vagy Baba Vangát is.
A tisztánlátás jelenségét és képességét a tudomány nem ismeri el és az ezzel foglalkozó témakört áltudománynak tekinti.

## A parapszichológiában
A clairvoyance jelenségének lényege az, hogy a "látás" független mind a távolságtól, mind az időtől, így megkülönböztetünk térbeni és időbeni (múlt, jövő) tisztánlátást.
Az átlagember csak azokat a dolgokat látja, amik a látómezejébe esnek. Szétnéz a környezetében, egy szobában, és lát egy széket, asztalt, a falat stb., de a szomszédos szobában található dolgok már láthatatlanok a számára. Tisztánlátással keresztül lehet tekinteni a falon, mintha az ott sem lenne, és sokkal messzebb levő dolgokat és eseményeket is lehet látni. Míg az asztrális állapotba lépéssel megtekinthető minden már megtörtént, jelenleg történő vagy még később bekövetkező esemény.
Vannak olyan esetek, amikor a clairvoyance kapcsolatba kerül a spiritizmussal, sőt, össze is mosódik vele. A "látó" az ilyen esetekben médiumként funkcionál, és a "testnélküliek", azaz a szellemek nevében beszél.
A jó látóember ritka. Azt mondhatjuk, hogy 100%-ban helyes válaszokat soha nem kapunk. Nagyon ritkák az olyan egyének, akik tökéletesen birtokolják e képességet. A "hivatásosok" közül sokan úgy érnek el eredményeket, hogy valódi, ámbár szórványos képességeiket felhasználják ugyan, ám józan eszük segítségével és néhány jól megválasztott kérdéssel gyorsan kiismerik kliensüket. Jóslat címén pedig hasznos tanácsokat adnak.
Az emberekben különböző arányban ugyan, de létezik ilyesfajta érzék. Beugranak olyan események, melyek mintha már megtörténtek volna, ezt hívjuk mi déjávu-nak, de igazából mindez a hatodik érzékhez kapcsolódik. Ezek a felkiáltások általában izgatott állapotban, a rendestől eltérő körülmények között hangzanak el, például akkor, amikor egy baleset történik.
Nagyobb érzelmi sokk hatására ez a képességünk spontán módon aktivizálódik, tehát mindannyiunkban ott rejlik a clairvoyance, mihelyt az érzelmek hullámzása elűzi lelkünkből a megszokásokat és a mindennapi élet állandósult reakcióit. Az események egyhangú folydogálása megakadályoz minket abban, hogy észrevegyük a bennünk szunnyadó csodálatos adottságokat.
Ugyanez igazolja, hogy a profi látóemberek időnként kudarcot vallanak, mivel képességük cserben hagyja őket. Ebből csak akkor lehet nagyobb probléma, hogy ha éppen egy szeánsz közepén történik meg ez a fajta cserbenhagyás, mivel ilyenkor egy profi nem engedheti meg magának, hogy abbahagyja a jövendölést. Ezért szoktak előfordulni hamis jóslatok, mert ilyenkor a médium rögtönözni próbál.
A parapszichológia azt a nehézséget sem hallgatja el, hogy az ember agyi képességei nem állandóak, és igen érzékenyek, tehát akármilyen kicsi és mellékes apróság is szétzilálhatja őket.
Megállapítások és kísérletek bizonyítják, hogy a különös észlelési képességek gyakoribbak és intenzívebbek a gyermekeknél, mint a felnőtteknél. A felnőttek ezen a téren olyan tiltások áldozatai, melyek kultúrájukból, iskolázottságukból erednek. A paranormálisnak nevezett képességek a birtokunkban vannak, csak nem használjuk őket. Amit pedig az ember nem használ, az elsorvad.

## A vallásokban

### Hinduizmus
A hinduizmusban a tisztánlátás gyakran a sziddhi képességek között említett.
A pingala (dévanágari: पिङ्गल) a gerincoszlop jobb oldalán húzódó csatorna. Érzékelő és mozgási rostokat tartalmaz, amelyek nemcsak az ember fizikai életéhez, hanem a metafizikaihoz is kapcsolódnak. Az ida (dévanágari: नाडी) is egy hasonló csatorna; és amikor a pingala-t és az ida-t szabadon képes irányítani a birtokosa, a távolság és a fizikai anyagiság többé nem számít és nem akadály. Ezen személy tudatosan gyakorolhatja a távolbalátást, a telepátiát, vagy megfelelő körülmények között a levitációt és más paranormálisnak tűnő képességeket is.

## Fordítás
- Ez a szócikk részben vagy egészben  a   Clairvoyance című angol Wikipédia-szócikk fordításán alapul.  Az eredeti cikk szerkesztőit annak laptörténete sorolja fel. Ez a jelzés csupán a megfogalmazás eredetét és a szerzői jogokat jelzi, nem szolgál a cikkben szereplő információk forrásmegjelöléseként.